# JPEG 2000
JPEG 2000 är en standard för bildkompression av digitala stillbilder baserat på vågelement. Jämfört med den vanliga JPEG-standarden tillåter JPEG2000 högre komprimering utan lika framträdande blockeffekter som erhålles med lokala DCT-transformer i block.
En annan fördel med JPEG2000-formatet jämfört med tidigare JPEG-formatet är att det enkelt tillhandahåller möjligheten att effektivt komprimera till olika grader av upplösning utan att först reducera bildstorleken till avsedd storlek, såsom är nödvändigt för att få effektiv kompression med tidigare JPEG-standarden. Dock är patentläget fortfarande oklart för JPEG2000-standarden.